# Mistrzostwa Świata w Kolarstwie Szosowym 1927
7. Mistrzostwa świata w kolarstwie szosowym – zawody kolarskie, które odbyły się 21 lipca 1927 na torze Nürburgring w niemieckiej miejscowości Nürburg. Były to pierwsze zorganizowane w tym kraju mistrzostwa świata w kolarstwie szosowym. Rozegrano jeden łączony (zawodowcy i amatorzy) wyścig ze startu wspólnego, osobno klasyfikując amatorów. Na mistrzostwach tych po raz pierwszy zwycięzców uhonorowano tzw. tęczową koszulką.  
Nowością w programie mistrzostw było pojawienie się po raz pierwszy w historii konkurencji wyścigu ze startu wspólnego elity (zawodowców).
Bardzo nieudany był start reprezentantów Polski, bowiem nie tylko nie zdobyli oni żadnego medalu, ale nikomu nie udało się zająć miejsca w pierwszej dziesiątce, ponieważ nie ukończyli konkurencji.

## Kalendarium zawodów
| Kalendarz MŚ w Kolarstwie Szosowym 1927 |       |
| Konkurencja (dystans)                   | Data  |
| Konkurencja (dystans)                   | 21.07 |
| Mężczyźni                               |       |
| Elita, amatorzy                         |       |
| Wyścig ze startu wspólnego (182,48 km)  |       |

## Lista uczestniczących reprezentacji
W mistrzostwach świata w kolarstwie szosowym brało udział 55 zawodników (22 zawodowców i 33 amatorów) z 11 reprezentacji.
| Lp. | Reprezentacja        | Zawodnicy |
| 1.  | Belgia               | 6         |
| 2.  | Dania                | 1         |
| 3.  | Francja              | 6         |
| 4.  | Holandia             | 6         |
| 5.  | Polska               | 2         |
| 6.  | Republika Austriacka | 6         |

| Lp.   | Reprezentacja    | Zawodnicy |
| 7.    | Rzesza Niemiecka | 6         |
| 8.    | Szwajcaria       | 6         |
| 9.    | Szwecja          | 6         |
| 10.   | Węgry            | 4         |
| 11.   | Włochy           | 6         |
| Razem | Razem            | 55        |

### Reprezentacja Polski
Do mistrzostw świata Związek Polskich Towarzystw Kolarskich zgłosił tylko 2 zawodników we wszystkich konkurencjach. 
| Reprezentacja Polski na MŚ w Kolarstwie Szosowym 1927 |                |                                             |
| Lp.                                                   | Zawodnik       | Konkurencja                                 |
| Mężczyźni                                             |                |                                             |
| 1.                                                    | Henryk Szenrok | start wspólny elity, start wspólny amatorów |
| 2.                                                    | Jerzy Waliński | start wspólny elity, start wspólny amatorów |

## Obrońcy tytułów
| Broniący tytułów MŚ        |               |                       |
| Mężczyźni                  |               |                       |
| Konkurencja                | Mistrz świata | Uwagi                 |
| Elita                      |               |                       |
| Wyścig ze startu wspólnego | –             | po raz pierwszy na MŚ |
| Amatorzy                   |               |                       |
| Wyścig ze startu wspólnego | Octave Dayen  | nie ukończył          |

## Medaliści
| Konkurencja dystans – (data) (liczba startujących)                    | Złoto:        | Czas (prędkość)       | Srebro:             | Czas   | Brąz:               | Czas    |
| Mężczyźni                                                             |               |                       |                     |        |                     |         |
| Elita                                                                 |               |                       |                     |        |                     |         |
| Wyścig ze startu wspólnego 182,48 km – (21 lipca) (55 zaw. z 11 rep.) | Alfredo Binda | 6:37:29 (27,545 km/h) | Costante Girardengo | + 7:15 | Domenico Piemontesi | + 10:51 |
| Amatorzy                                                              |               |                       |                     |        |                     |         |
| Wyścig ze startu wspólnego 182,48 km – (21 lipca) (33 zaw. z 11 rep.) | Jean Aerts    | 6:49:20 (26,747 km/h) | Rudolf Wolke        | + 2:33 | Michele Orecchia    | + 6:59  |

## Szczegóły
| Miejsce | Zawodnik            | Narodowość       | Czas    |
| złoto   | Alfredo Binda       | Włochy           | 6:37:29 |
| srebro  | Costante Girardengo | Włochy           | + 7:16  |
| brąz    | Domenico Piemontesi | Włochy           | + 10:51 |
| 4       | Gaetano Belloni     | Włochy           | + 11:11 |
| 5       | Jean Aerts          | Belgia           | + 11:51 |
| 6       | Bruno Wolke         | Rzesza Niemiecka | + 14:24 |
| 7       | Michele Orecchia    | Włochy           | + 17:50 |
| 8       | Erik Bohlin         | Szwecja          | + 18:06 |
| 9       | René Brossy         | Francja          | + 19:33 |
| 10      | Herbert Nebe        | Rzesza Niemiecka | + 23:03 |

| Miejsce | Zawodnik          | Narodowość       | Czas    |
| [ a ]   | Jean Aerts        | Belgia           | 6:49:20 |
| srebro  | Rudolf Wolke      | Rzesza Niemiecka | + 2:33  |
| brąz    | Michele Orecchia  | Włochy           | + 5:59  |
| 4       | Erik Bohlin       | Szwecja          | + 6:15  |
| 5       | René Brossy       | Francja          | + 7:42  |
| 6       | Helmer Strandberg | Szwecja          | + 17:06 |
| 7       | Holmfrid Eriksson | Szwecja          | + 38:14 |

## Tabela medalowa
| Tabela medalowa |                  |       |        |      |       |
| Miejsce         | Reprezentacja    | Złoto | Srebro | Brąz | Razem |
| 1               | Włochy           | 1     | 1      | 2    | 4     |
| 2               | Belgia           | 1     | 0      | 0    | 1     |
| 3               | Rzesza Niemiecka | 0     | 1      | 0    | 1     |